# Scottish Football League First Division
Scottish First Division (znana też jako Scottish Division One) – druga piłkarska klasa ligowa w szkockim systemie, a zarazem pierwsza w Scottish Football League do 2013. W lipcu 2013 doszło do połączenia Scottish Football League i Scottish Premier League, w wyniku którego utworzono Scottish Professional Football League, obejmujący cztery najwyższe klasy rozgrywkowe w Szkocji. Drugim poziomem ligowym w sezonie 2013/2014 jest Scottish Championship.

## Zwycięzcy First Division
To są zwycięzcy First Division, kiedy była ona drugą ligą. Dla sprawdzenia zwycięzców First Division jako najwyższej ligi zobacz: Mistrzowie Szkocji w piłce nożnej.
- 1975/1976 – Partick Thistle F.C.
- 1976/1977 – St Mirren F.C.
- 1977/1978 – Greenock Morton F.C.
- 1978/1979 – Dundee F.C.
- 1979/1980 – Heart of Midlothian F.C.
- 1980/1981 – Hibernian F.C.
- 1981/1982 – Motherwell F.C.
- 1982/1983 – St Johnstone F.C.
- 1983/1984 – Greenock Morton F.C.
- 1984/1985 – Motherwell F.C.
- 1985/1986 – Hamilton Academical F.C.
- 1986/1987 – Greenock Morton F.C.
- 1987/1988 – Hamilton Academical F.C.
- 1988/1989 – Dunfermline Athletic F.C.
- 1989/1990 – St Johnstone F.C.
- 1990/1991 – Falkirk F.C.
- 1991/1992 – Dundee F.C.
- 1992/1993 – Raith Rovers F.C.
- 1993/1994 – Falkirk F.C.
- 1994/1995 – Raith Rovers F.C.
- 1995/1996 – Dunfermline Athletic F.C.
- 1996/1997 – St Johnstone F.C.
- 1997/1998 – Dundee F.C.
- 1998/1999 – Hibernian F.C.
- 1999/2000 – St Mirren F.C.
- 2000/2001 – Livingston F.C.
- 2001/2002 – Partick Thistle F.C.
- 2002/2003 – Falkirk F.C.
- 2003/2004 – Inverness Caledonian Thistle F.C.
- 2004/2005 – Falkirk F.C.
- 2005/2006 – St Mirren F.C.
- 2006/2007 – Gretna F.C.
- 2007/2008 – Hamilton Academical F.C.
- 2008/2009 – St. Johnstone F.C.
- 2009/2010 – Inverness Caledonian Thistle F.C.
- 2010/2011 – Dunfermline Athletic F.C.
- 2011/2012 – Ross County
- 2012/2013 – Partick Thistle